# Godcasting
A godcasting kifejezés vallási tárgyú podcastokat jelöl. A podcast szó az iPod és a broadcast (=sugározni) szavak összetételéből született. Rövid idő alatt nagy népszerűségre tett szert a podcast műfaja, mivel a hordozható zenelejátszók, mint az Apple iPodja, nagyon gyorsan elterjedtek a felhasználók körében. Ezek a podcastok hasonlóak a rádióműsorokhoz, az előállító hanganyagot terjeszt, de annyiban különbözik, hogy a vétel nincs időhöz kötve. Annyival több annál, mintha valaki egyszerűen feltöltene mp3 fájlokat a weboldalára, hogy egy RSS csatorna segítségével a legfrissebb tartalmakat könnyen át lehet tölteni hordozható zenelejátszóra. A használatával kapcsolatos részletes tudnivalók megegyeznek a podcastokéval.

## Tartalmi tudnivalók
A godcasting műsorokban különféle vallási vagy ahhoz kapcsolódó tartalmakat találunk. Zsoltárokat, énekeket, olvasmányokat a Bibliából és elmélkedéseket. Legtöbbször zenei aláfestés színesíti az elhangzottakat. Gyakran homíliákat is meg lehet hallgatni. Maga a szó nem kötődik semmilyen felekezethez, különféle egyházak lelkipásztorai, hívei élnek ezzel a lehetőséggel.

## Magyarul elérhető tartalom
- Suttogó keresztény podcast
- https://web.archive.org/web/20090217235130/http://www.godcasting.hu/
- Szent Korona Rádió – Vallásóra podcast
- www.sivaramaswami.com (csak egy része magyar)
- Bhagavad-gítá Rádió Archiválva 2008. december 16-i dátummal a Wayback Machine-ben
- Śrī Caitanya Mahāprabhu kedvtelései Archiválva 2009. február 14-i dátummal a Wayback Machine-ben
- Sabda Brahma Archiválva 2008. december 21-i dátummal a Wayback Machine-ben
- Podcasting.lap.hu - linkgyűjtemény
- Napi Hangzó Biblia - felolvasás kommentárral

## Angolul elérhető tartalom
- https://web.archive.org/web/20051102012341/http://www.podcast.net/tag/godcast
- http://www.catholicinsider.com/
- https://web.archive.org/web/20180807010658/http://poweredbyhadavar.com/